# Nordre Karlsøy
Nordre Karlsøy est une île fluviale de la commune de Sarpsborg ,  dans le comté d'Østfold en Norvège.

## Description
L'île de 0,86 km2 est séparée de Søndre Karlsøy par le Nøtsundet peu profond. Le pont de Karlsøy, au nord, relie Nordre Karlsøy à Ullerøy sur le continent.
L'île comprend aussi Ørnekuppa, une île plus petite avec laquelle Nordre Karlsøy a maintenant fusionné. Nordre Karlsøy est principalement développé avec des chalets de vacances.

## Galerie

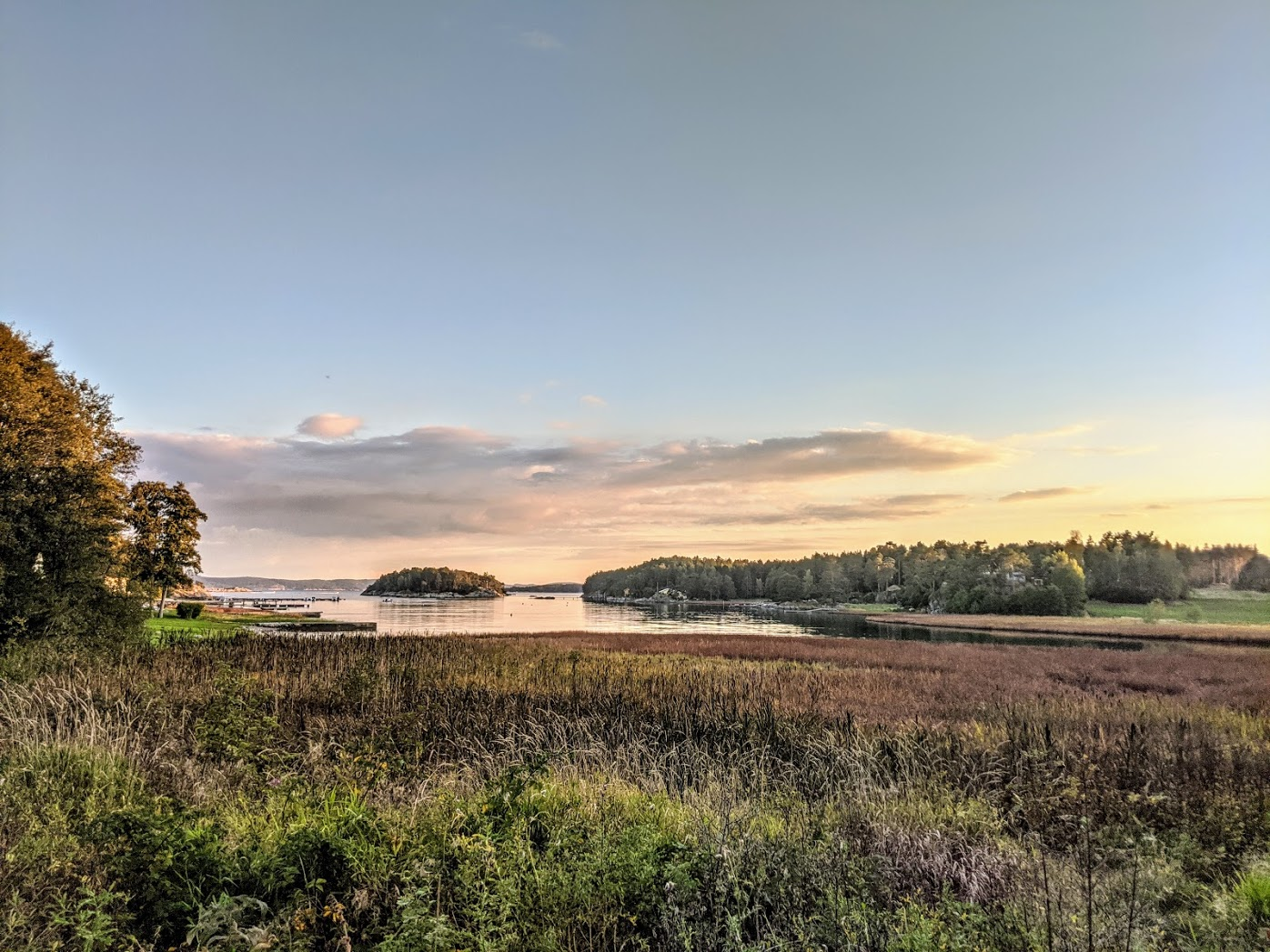
Nordre et Sondre karlsøy.
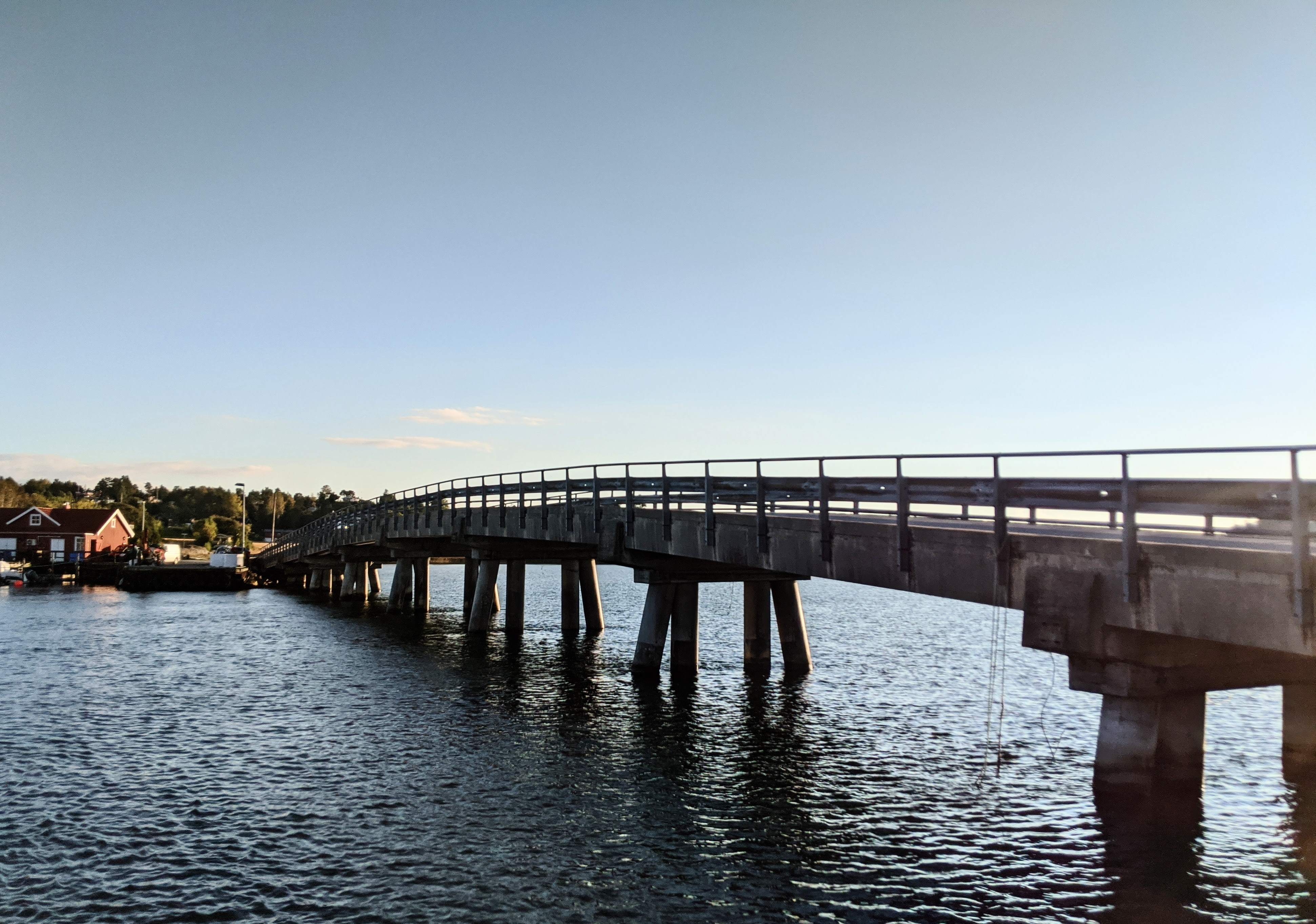
Pont de Karlsøy
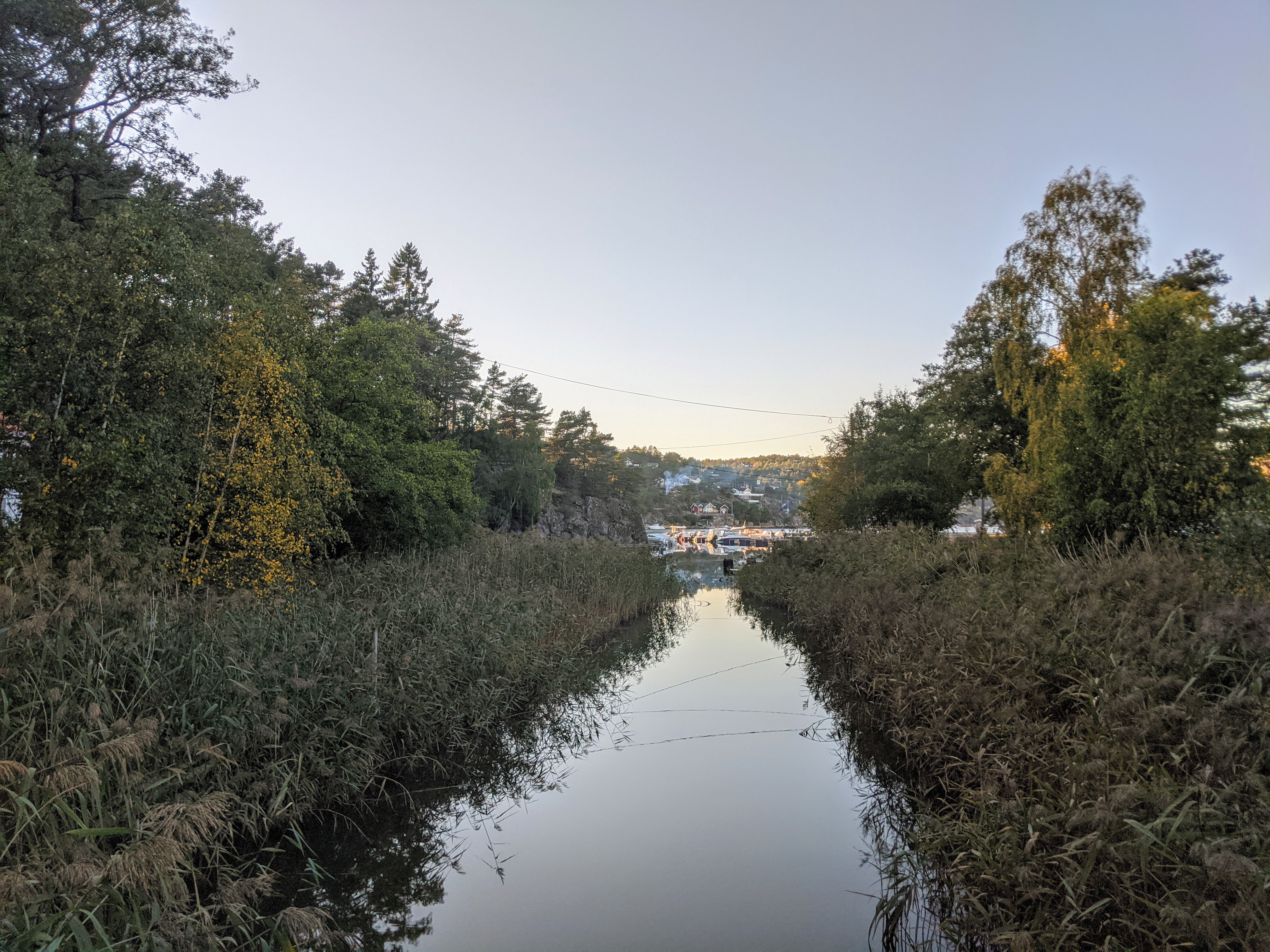
Le cours d'eau Nøtsundet